# Heptathela kikuyai
Heptathela kikuyai is een spinnensoort uit de familie Liphistiidae. De soort komt voor in Japan.